# Thorigné (Deux-Sèvres)
Thorigné era una comuna francesa situada en el departamento de Deux-Sèvres, de la región de Nueva Aquitania, que el 1 de enero de 2017 pasó a ser una comuna delegada de la comuna nueva de Mougon-Thorigné al fusionarse con la comuna de Mougon.

## Demografía
| Gráfica de evolución demográfica de Thorigné entre 1800 y 2014 |
|                                                                |

Los datos demográficos contemplados en este gráfico de la comuna de Thorigné se han cogido de 1800 a 1999 de la página francesa EHESS/Cassini, y los demás datos de la página del INSEE.